# 克雷希米尔·祖巴克
克雷希米尔·祖巴克（發音：[krěʃimir zûbaːk]，1947年1月25日—），克羅埃西亞族人，波士尼亞與赫塞哥維納政治人物。

## 生平
1947年生于多博伊。1970年毕业于萨拉热窝大学法学系，从事律师和司法工作。1980年至1984年，担任波斯尼亚和黑塞哥维那社会主义共和国司法部长。1984年至1992年，担任多博伊最高法院院长。1992年波士尼亞戰爭开始后，加入克罗地亚民主共同体。1993年8月，担任黑塞哥-波斯尼亚克罗地亚共和国司法部长。1994年4月，担任黑塞哥-波斯尼亚克罗地亚共和国总统。
1995年11月，他参加了《岱頓協定》谈判，反对协议将过去克族居民占多数的波萨维纳州的一半划归塞族。但最终波黑穆克联邦议会通过决议，授权祖巴克代表联邦出席协定的签字仪式。
1996年9月，当选波黑战后第一届主席团成员，代表克族。1998年6月，克罗地亚民主共同体发生分裂，祖巴克带领一批成员另立新党（新克罗地亚倡议）。该党更加强调波黑克族的独立性，同萨格勒布拉开了距离。随后，该党加入公民统一联盟。2001年至2003年，祖巴克担任波黑人权与难民事务部长。2007年，与波黑克罗地亚农民党合并。